# Gerd Leonhard

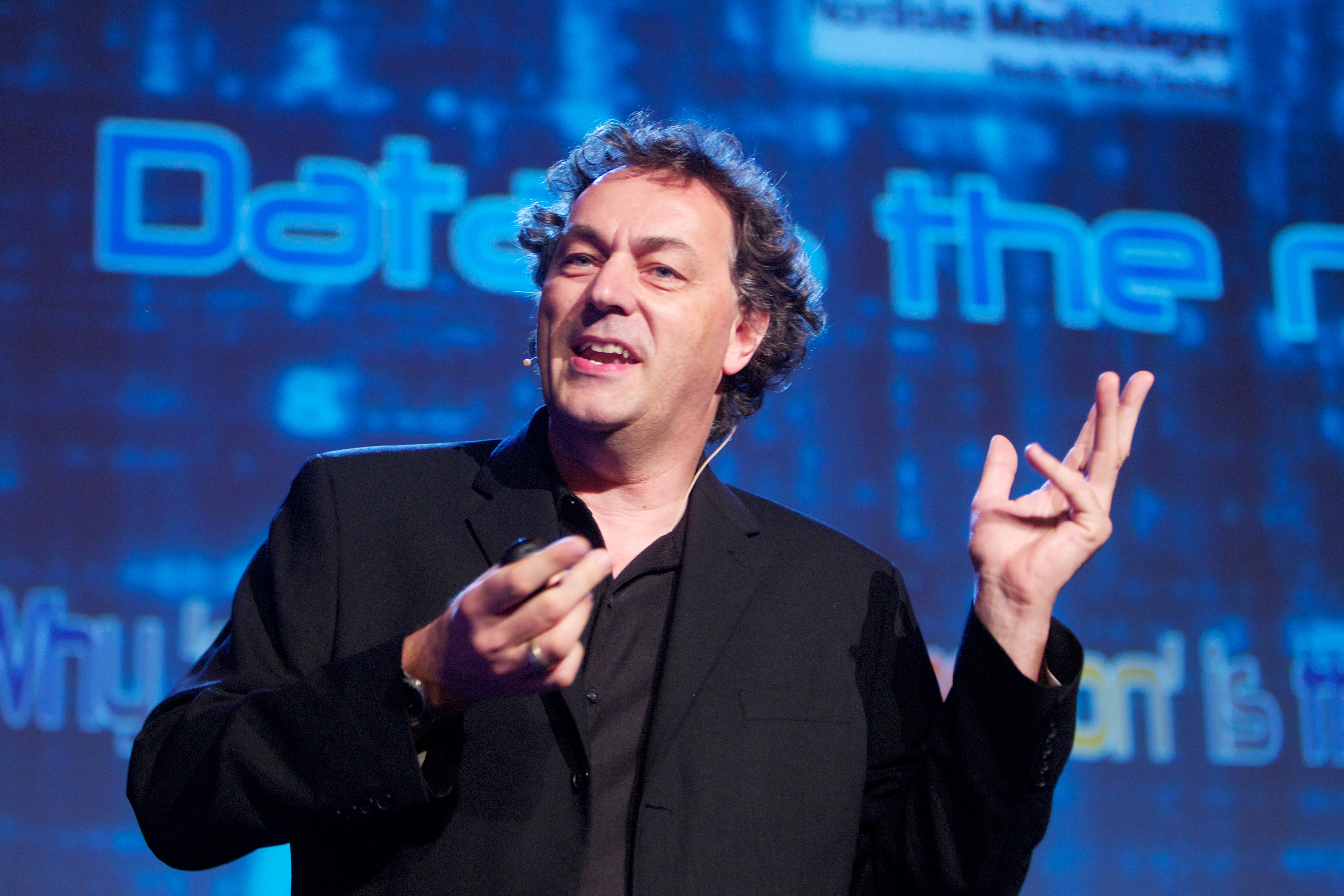
Gerd Leonhard, 2011

Gerd Leonhard (Bonn, 1961) é um músico, futurólogo, blogueiro, digerati, escritor, palestrante e consultor alemão.
Com mais de vinte e cinco anos de experiência na indústria de tecnologia e entretenimento, Gerd fez carreira nos Estados Unidos, na Europa e, mais recentemente, na Ásia. Considerado um pensador da era digital, escreve sobre as mudanças na produção e no mercado midiático, com foco nas consequências das novas tecnologias e no conceito de convergência.

## Biografia

### Juventude
Gerd Leonhard, nasceu em 1961 em Bonn, na Alemanha. Durante a juventude, frequentou o ginásio fora de Bonn, e mais tarde estudou teologia e ciências sociais na Universidade de Bonn, ao mesmo tempo que atuava como um músico de rock, ativista do Partido Verde e compositor. Em 1982, Gerd mudou-se para San Francisco para trabalhar no cenário musical local e prosseguiu seus estudos no Berklee College of Music de Boston, depois de receber o "Prêmio Quincy Jones” e uma bolsa de estudos em 1985. Após graduar-se em 1987, Gerd voltou para a Califórnia e continuou sua carreira como músico profissional, arranjador e compositor. Entre 1987 a 1999 Gerd excursionou e gravou nos Estados Unidos e na Europa.

### A era.com
Gerd vivenciou a ascensão dos primeiros anos da Internet e seus altos e baixos, primeiramente como fundador, presidente e CEO da LicenseMusic.com, Inc. em San Francisco. A LicenseMusic tentava facilitar o processo de licenciamento de música por meio do modelo B2B. Gerd passou a se autodenominar um futurólogo da música e da mídia.

### Palestrante motivacional
Gerd Leonhard é um palestrante motivacional. Suas apresentações abordam questões tais como o advento do usuário-criador, a economia da atenção na mídia, o conceito da "sabedoria das massas", a ascensão do conteúdo gerado pelo usuário, a distribuição de conteúdo, marketing digital, os novos modelos de negócio para o conteúdo online, a cultura de participação na mídia, os direitos autorais versus direitos de uso e as consequências da transformação da comunicação de massa em comunicação pessoal.

### Como escritor
Em 2005, Gerd Leonhard lançou o livro "O Futuro da Musica", em parceira com David Kusek. A obra se tornou um bestseller mundial e foi traduzido para o japonês, italiano, alemão e inglês. Seu segundo livro, "The End of Control", foi publicado em 2007.
Atualmente, Gerd Leonhard mantém um blog e, recentemente, lançou seu próprio canal no YouTube.
Em 2008, Gerd Leonhard lançou "Musica 2.0”. Um livro digital com uma licença Creative Commons disponibilizado gratuitamente para download. Trata-se de uma coletânea com seus melhores ensaios sobre o futuro da indústria musical produzidos entre 2003 e 2008, dando continuidade ao trabalho inicado na obra "O futuro da revolução musical", de 2005.

### Como empreendedor
Gerd Leonhard é também um empreendedor, com foco na mídia e no mercado da música digital. No momento, atua como CEO da SONIFIC, uma empresa fundada em San Francisco que oferece widgets músicais e aplicativos para blogs, redes sociais e comunidades online. Entretanto, o site foi fechado no final de abril de 2008, depois de tentar sem sucesso negociar direitos autorais com grandes gravadoras, Gerd anunciou o desligamento em um post de seu blog no qual ele descrevia a indústria musical como "comprovadamente disfuncional" e declarava que as empresas que conseguiram negociar com grandes gravadoras (como foi o caso do SpiralFrog, Imeem e Last.fm) tiveram que pagar grandes somas adiantado, concordar com as taxas surreais e aceitar restrições sem fundamento.
Gerd Leonhard faz parte do conselho consultivo de uma série de novas empresas e empreendimentos no setor de entretenimento e tecnologia. Além disso, atua como consultor em grandes empresas da área de comunicação.

## Obras

### Ensaios
- Culture of Participation (setembro de 2005)[19]
- Music Like Water(julho de 2005)[20]
- Music Like Water – the inevitable music ecosystem (janeiro de 2005)[21]

### Livros
- The Future of Music (janeiro de 2005 - escrito em parceria com Dave Kusek)[22]
- Music 2.0 - Essays by Gerd Leonhard[23]